# 一风堂

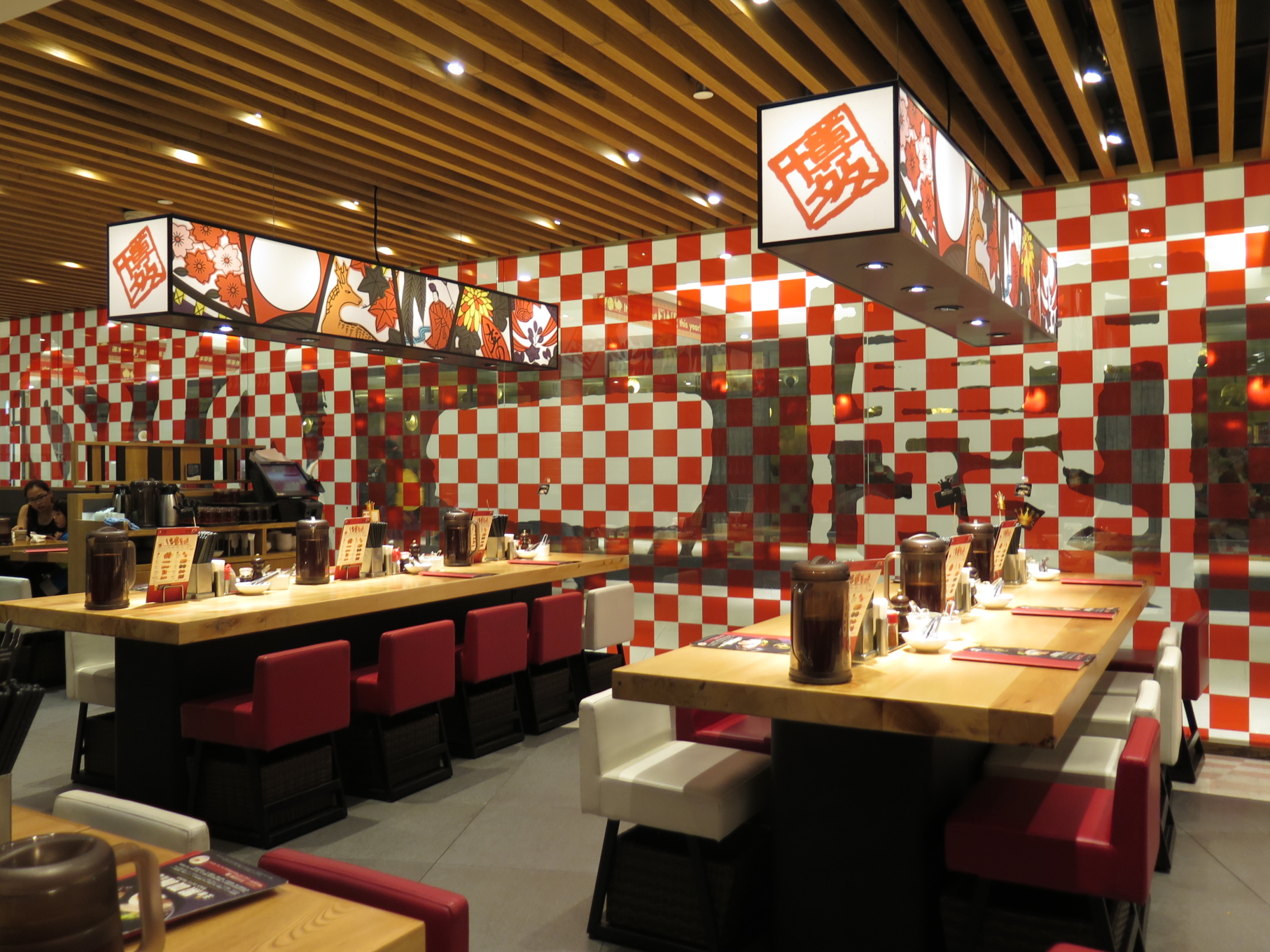
香港金鐘廊的一風堂內貌

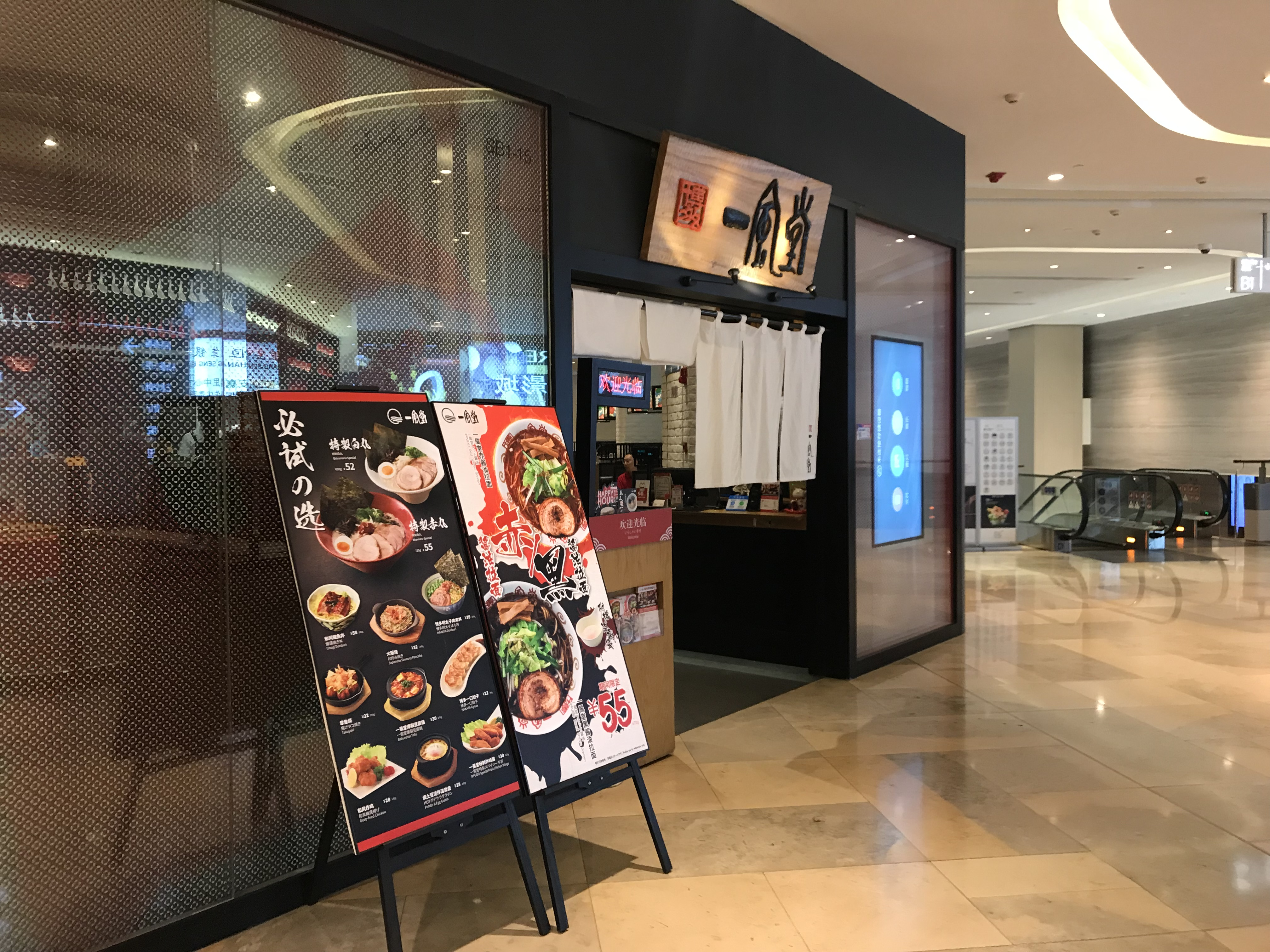
上海静安嘉里中心的一风堂

一风堂（英文：IPPUDO）是起源於日本福岡的一家連鎖拉麵店，業務遍及全球，隸屬於力之源控股（力の源ホールディングス）旗下。

## 歷史
一风堂由河原成美于1985年10月16日創立，最初為一家只设十个座位店面。1986年10月30日成立「力之源公司」（2014年1月1日公司重組並更名為「力之源控股」），負責管理一風堂相關業務。在1995至1998年间，河原成美参加了東京電視制作的TV Champion – 拉面职业选手锦标赛，连续獲得三届冠军，并于2005年荣获「拉面大王」。
2017年3月21日，經營一風堂的力之源控股公司在東京證交所掛牌，發行價600日圓，集資的300億日圓。

## 分店
1995年在东京開設分店；2008年，美國纽约第一家分店开业；2009年，进入新加坡；2011年，进驻韩国首尔，已於2016年2月29日撤出；2011年7月，香港第一家分店於尖沙咀新港中心开业（已於2023年6月19日結業），由美心食品旗下叶浦都有限公司（Ramen Concepts Limited）運營；2012年5月，台灣台北第一家分店开业，2012年10月，上海第一家分店开业，由香港美心食品旗下叶浦都餐饮管理（上海）有限公司运营；2012年12月，澳大利亚悉尼第一家分店开业；2013 年3月，广东广州第一家分店开业，由香港美心食品旗下叶浦都餐饮管理（深圳）有限公司运营。
目前一風堂在日本國內有126家店，在海外則有60家店，包括中國大陆13家門市、台灣17家門市，與香港的1家店（另設1家「METRO 豚骨 BASE」，是旗下「TOKYO 豚骨 BASE」的姊妹店）。

### 台灣
台灣是由「新加坡商力之源全球控股公司」成立的「台灣一風堂股份有限公司」負責經營
| 分店                | 營業時間                                                                            | 電話         | 地址                              | 商家簡介                                                                                         |
| ------------------- | ----------------------------------------------------------------------------------- | ------------ | --------------------------------- | ------------------------------------------------------------------------------------------------ |
| 中山本店            | 週一～週日 11:30-24:00                                                              | 02-2562-9222 | 台北市中山區中山北路一段85號      | 近捷運中山站、五條通商圈，為台灣唯一一家拉麵居酒屋型態店舖，除拉麵外亦提供多項居酒屋料理及飲品。 |
| 微風台北車站店      | 週一～週日 10:00-22:00                                                              | 02-2370-9222 | 台北市中正區北平西路3號2樓        | 位於台北車站二樓，交通便利。                                                                     |
| 台北101店           | 週日至週四11:00-21:30；週五、六及國定假日前一天 11:00-22:00                         | 02-8101-8211 | 台北市信義區市府路45號B1          | 位於台北101購物中心地下一樓美食街，近捷運台北101/世貿站4號出口。                                 |
| 板橋環球店          | 週一至週五 11:00-22:00；週六日及例假日 10:00-22:00                                  | 02-8969-3098 | 新北市板橋區縣民大道二段7號B1     | 位於板橋車站地下一樓                                                                             |
| 新莊宏匯店          | 週日至週四 11:00 - 21:30；週五、週六及國定假日前一天 11:00 - 22:00                  | 02-8521-7051 | 新北市新莊區新北大道四段3號7樓    | 位於新莊宏匯廣場7樓，店內環境舒適， 並提供該店鋪限定餐點。                                       |
| 林口三井店          | 週一至週四11:00 - 21:30；週五(假日前一日)11:00 - 22:00；週六日(例假日)10:30 - 22:00 | 02-2600-1112 | 新北市林口區文化三路一段356號2樓  | 位於Mitsui Outlet Park林口二樓美食街。                                                           |
| 桃園高鐵店          | 週一～週日 10:00-22:00                                                              | 03-261-3220  | 桃園市中壢區高鐵北路一段6號       | 位於桃園高鐵站內，除了拉麵外，亦提供不同型態的套餐料理與可快速享用的便當。                       |
| 新竹巨城店(Express) | 週一～週四11:00-21:30 / 週五~週六及例假日11:00-22:00                                | 03-531-1822  | 新竹市東區中央路229號4樓          | 位於新竹巨城4樓，除了美食街座位外，店內也提供少量內用座位。                                      |
| 遠百竹北店          | 週日～週四 11:00-21:30；週五～週六 11:00-22:00                                      | 03-5503139   | 新竹縣竹北市莊敬北路18號B2        | 位於遠東百貨竹北店B2。                                                                           |
| 台中三越中港店      | 平日11:00-22:00 / 假日10:30-22:00                                                   | 04-2259-9122 | 台中市西屯區台灣大道三段301號10樓 | 位於台中新光三越百貨10樓，採取開放式座位，明亮寬敞。                                             |
| 秀泰文心店          | 週一~週五11:00-22:00 / 週六及週日10:30-22:00                                        | 04-2472-5066 | 台中市南屯區文心南路289號6樓      | 位於秀泰百貨文心店6樓影城入口旁，是看電影前後的最佳選擇！                                        |
| 台中高鐵店          | 2022/09/01起每日11:00-22:00                                                         | 04-3600-7180 | 台中市烏日區站區二路8號           | 位於台中高鐵站2號出口旁，座位相當寬敞、空間舒適。                                                |
| 台南南紡店          | 11:00-22:00                                                                         | 06-209-2563  | 台南市東區中華東路一段358號       | 位於一樓南紡購物中心A2館1樓                                                                      |
| 台南高鐵店          | 2022/09/01起每日11:00-22:00                                                         | 06-600-0650  | 台南市歸仁區歸仁大道100號         | 位於高鐵台南站4號出口旁，是搭乘高鐵時最便利的選擇。                                              |
| 漢神巨蛋店          | 週一~週四11:00-22:00 / 週五11:00-22:30 / 週六及例假日10:30-22:30 / 週日10:30-22:00  | 07-522-7222  | 高雄市左營區博愛二路777號B1       | 位於高雄漢神巨蛋地下一樓。                                                                       |
| 漢神名店(Express)   | 週一~週四11:00-22:00 / 週五11:00-22:30 / 週六及週日、例假日10:30-22:30              | 07-215-1810  | 高雄市前金區成功一路266號B3       | 位於漢神百貨(本館)地下三樓美食街。                                                               |
| SKM Park店          | 週一～週四11:00-21:30 週五11:00-22:00 週六、日及例假日10:30-22:00                   | 07-791-1733  | 高雄市前鎮區中安路1之1號          | 位於SKM Park（原大魯閣草衙道購物中心）3樓。                                                      |